# Lâm Toàn
Lâm Toàn (tiếng Trung: 林全; bính âm: Lín Quán; sinh năm 1951) là một chính trị gia Đài Loan, từng giữ chức Thủ tướng Trung Hoa Dân Quốc từ năm 2016 đến năm 2017. Trước khi trở thành Thủ tướng, ông từng giữ chức vụ Bộ trưởng Ngân sách, Kế toán và Thống kê; Bộ trưởng Bộ Tài chính dưới nhiệm kỳ của Tổng thống Trần Thủy Biển.

## Tiểu sử

### Thân thế và giáo dục
Lâm Toàn là người gốc Trung Quốc đại lục đến từ Hoài An, Giang Tô, sinh ngày 13 tháng 12 năm 1951 ở thành phố Cao Hùng. Ông tốt nghiệp Đại học Công giáo Phụ Nhân với bằng Cử nhân về Kinh tế năm 1974, năm 1978, ông theo học tại Đại học Quốc gia Chengchi và lấy bằng Thạc sĩ về tài chính công. Đến năm 1984, ông tiếp tục nghiên cứu về Kinh tế ở Hoa Kỳ tại Đại học Illinois tại Urbana-Champaign và lấy bằng Tiến sĩ Kinh tế.

### Sự nghiệp chính trị
Ông từng là Bộ trưởng Bộ Tổng cục Ngân sách, Kế toán và Thống kê từ năm 2000 đến năm 2002 và Bộ trưởng Bộ Tài chính Đài Loan từ năm 2002 đến năm 2006.
Sau khi từ chức Bộ trưởng Tài chính vào năm 2006, ông đã tham gia vào Hội đồng quản trị của nhiều Công ty và dẫn dắt hai nhóm chuyên gia tư vấn. Trong khoảng thời gian này, ông cũng phục vụ trong chính quyền thành phố Đài Bắc với tư cách là người đứng đầu bộ phận tài chính của thành phố.
Sau chiến thắng của bà Thái Anh Văn trong cuộc bầu cử tổng thống Đài Loan năm 2016, ông được chỉ định tham gia nhóm chuyển giao quyền lực từ chính quyền Tổng thống mãn nhiệm Mã Anh Cửu sang chính quyền của bà Thái. Tháng 2 năm 2016, ông được chọn là lãnh đạo một nhóm đặc nhiệm khảo sát khả năng Đài Loan tham gia Hiệp định Đối tác xuyên Thái Bình Dương.
Ngày 15 tháng 3 năm 2016, Tổng thống đắc cử Thái Anh Văn đã chỉ định ông giữ chức Thủ tướng Đài Loan. Ông chính thức nhậm chức Thủ tướng ngày 20 tháng 5 năm 2016.
Ngày 4 tháng 9 năm 2017, Lâm Toàn thông báo từ chức Thủ tướng sau khi đã “hoàn thành nhiệm vụ lịch sử”, cùng với bà Thái Anh Văn đưa Đảng Dân Tiến lên cầm quyền trong cuộc bầu cử tổng thống tháng 1 năm 2016. Ông từ chức trong bối cảnh, uy tín của nữ tổng thống Thái Anh Văn đang tuột dốc không phanh, nhiều biện pháp cải tổ của chính quyền làm mất lòng dân. Ngày 8 tháng 9 năm 2017, Tổng thống Thái Anh Văn đã chỉ định ông Lại Thanh Đức, giữ chức Thủ tướng kế nhiệm ông.

## Cuộc sống cá nhân
Lâm Toàn đã kết hôn với bà Ngô Bội Lăng vào tháng 9 năm 2002. Ông có hai con gái từ một cuộc hôn nhân trước.